# Ван Бреда, Якоб
Якоб ван Бреда (нидерл. Jacob van Breda или нидерл. Jacob Gijsbert Samuel van Breda, 24 октября 1788 — 2 сентября 1867) — нидерландский ботаник, профессор ботаники, миколог, профессор зоологии, профессор сравнительной анатомии, профессор химии, профессор фармакологии, получивший учёную степень в области медицины и философии, а также геолог и коллекционер.

## Биография
Якоб ван Бреда родился в Делфте 24 октября 1788 года.
В 1806 году он поступил в Лейденский университет, где изучал медицину и другие науки. В 1811 году Якоб ван Бреда получил учёную степень в области медицины и философии, после чего он отправился в Париж. В 1816 году он стал профессором ботаники, химии и фармакологии. В 1822 году Якоб ван Бреда был назначен профессором ботаники, зоологии и сравнительной анатомии в Университете Гента. Он собрал богатую коллекцию окаменелостей (ископаемых организмов).
Якоб ван Бреда умер в Харлеме 2 сентября 1867 года.

## Научная деятельность
Якоб ван Бреда специализировался на окаменелостях, семенных растениях и на микологии.
В честь Якоба ван Бреда назван вид дельфинов — Steno bredanensis.